# Charaxes kulal
Charaxes kulal är en fjärilsart som beskrevs av Van Someren 1962. Charaxes kulal ingår i släktet Charaxes och familjen praktfjärilar. Inga underarter finns listade i Catalogue of Life.